# Трематоды
Тремато́ды (лат. Trematoda, с греч. — имеющие присоски), соса́льщики, двуу́стки — класс паразитических плоских червей. Трематоды на разных фазах жизненного цикла паразитируют у разных хозяев: двуполое поколение трематод паразитирует у позвоночных, партеногенетические поколения — преимущественно приурочены к брюхоногим моллюскам. Насчитывается более 7300 видов. Болезни, вызываемые трематодами, называются трематодозами. Размеры сосальщиков большей частью измеряются миллиметрами, но иногда черви бывают крупнее. Так, печёночная двуустка достигает в длину 5 см. Наиболее велики некоторые сосальщики из рыб, например представители семейства Didymozoidae, длина тела которых достигает 1,5 м. Существует тенденция к уменьшению размеров от низших трематод к высшим. В класс входят два близкородственных подкласса: Digenea и Aspidogastrea.

## Строение и физиология
Форма тела часто листовидная, иногда почти округлая или вытянутая. Удлиненное тело обычно свойственно тем видам, которые локализуются в узких протоках, например, в желчных ходах печени, или паразитам кровеносной системы. Тканевые паразиты, нередко обитающие в специальных капсулах, приобретают почти шаровидную форму. Наличие очень длинного (до 1 м при ширине 1-2 мм) свернутого в клубок нитевидного тела характерно для семейства Didymozoidae.
Характерно наличие присосок — блюдцеобразных ямок, обведённых мускульным валиком, который содержит кольцевые и радиальные мышечные волокна. Присоски — пневматические органы прикрепления, которые эффективно работают при фиксации к мягким, нежным тканям внутренних органов. Сокращение мускулатуры создает низкое давление, присасывающее паразита к стенкам органа хозяина. Обычно имеются ротовая и брюшная присоски. В глубине ротовой присоски помещается рот. Брюшная служит только органом прикрепления. Ранее полагали, что ротовое отверстие имеется и в брюшной присоске, с чем и связано название «двуустки». В зависимости от особенностей локализации паразита размеры, место положения брюшной присоски на теле трематоды может сильно меняться. Наибольшего развития присоска достигает у тех видов, которые обитают в кишечнике хозяина, особенно в его заднем отделе. Трематоды, паразитирующие в прямой кишке или клоаке птиц, находятся под наибольшей угрозой быть выброшенными наружу с фекальными массами, и поэтому наличие у них сильных органов прикрепления особенно необходимо. Переход трематод к паразитированию в тех отделах пищеварительного тракта, где перистальтика не выражена так сильно, как в других органах хозяина, приводит к частичной или полной редукции органов прикрепления.

### Покровы
Покровы сосальщиков представлены погруженным эпителием — тегументом (в англоязычной литературе обычно покров такого типа называют неодермисом), который лишён ресничек. На определенной стадии развития у паразитических плоских червей, в том числе и у сосальщиков, присутствует типичный ресничный эпителий. В какой-то момент жизненного цикла этот покров сбрасывается и замещается выростами необластов. При этом тела клеток, которые называются цитоны и в которых лежит ядро, остаются в паренхиме и непосредственно граничат с клетками паренхимы и мускульными клетками. Отростки необластов пронизывают базальную пластинку и разрастаются по ее внешней поверхности, причем отростки соседних необластов сливаются. В конечном итоге на поверхности тела формируется синцитиальный слой, лишенный ресничек. Этот слой часто имеет кутикулярные шипики — дополнительные органы прикрепления паразитов. Шипики полностью находятся внутри цитоплазмы, их основания прикрепляются к базальной пластинке, а вершины торчат наружу, выпячивая апикальную мембрану тегумента. Наружная часть покровов (синцитиальный слой) по свободному краю неровная, как бы изрезанная и ограничена уплотненной цитоплазматической мембраной. Далее следует зона цитоплазмы 15-25 мкм толщиной, которая несет множество вакуолей, разного рода гранулы и митохондрии. Внутренняя часть тегумента представлена участками цитоплазмы, несущими ядра. Непосредственно под базальной мембраной, ограничивающей синцитиальный участок тегумента, располагается мускулатура, представленная кольцевыми и продольными мышцами, которые залегают в бесструктурном межклеточном веществе. Диагональные мышцы у трематод отсутствуют. Сосальщики малоподвижны, основные их движения состоят в изменении формы тела посредством сокращения и вытягивания.

### Дыхание
Часть трематод полностью анаэробна, другие способны использовать кислород, в этом, последнем, случае часть энергетических потребностей организма удовлетворяется за счет аэробных, часть — за счет анаэробных процессов.

### Пищеварительная система и питание
Ротовое отверстие, располагающееся на переднем конце тела, ведёт в эктодермальную мускулистую сосательную глотку, которая может быть шаровидной или овальной. За глоткой следует узкий и короткий пищевод. Энтодермальная средняя кишка слагается чаще всего из двух ветвей, идущих параллельно боковым сторонам тела и заканчивающихся слепо. У крупных трематод, например у печёночной двуустки, кишечник многократно ветвится, образуя гастроваскулярную систему. Это облегчает процесс распределения продуктов пищеварения в теле животного. У некоторых трематод ветви кишечника замыкаются в кольцо. У очень мелких трематод наблюдается, напротив, тенденция к укорачиванию и редукции ветвей кишечника. У трематод рода Anenterotrema кишечник вообще отсутствует. У ряда трематод имеется подобие анального отверстия. В одних случаях концевые участки ветвей сливаются, образуя одно анальное отверстие, в других случаях обе ветви кончаются самостоятельными анальными отверстиями. У своеобразных представителей семейства Echinostomatidae задний отдел кишечных стволов сливается с экскреторным пузырем и выделительное отверстие функционирует как анальное. 
Кишечный эпителий представлен двумя типами клеток. К одному относятся высокие цилиндрические клетки, по-видимому, секреторные. Клетки второго типа, более низкие, участвуют в процессе абсорбации питательных веществ.
У видов с развитым кишечником преобладает внутрикишечное переваривание пищи, а у сосальщиков с рудиментарным кишечником главенствует другой тип питания — всасывание переваренной пищи хозяина через тегумент.
Пищей трематодам служат разные субстанции тела хозяина: полупереваренное или полностью переваренное содержимое кишечника, клеточный детрит, тканевая жидкость, кровь.

### Нервная система и органы чувств
Нервная система состоит из парного мозгового ганглия (расположен в передней части тела, часто на уровне глотки), от которого вперёд отходят нервы к передней части тела и ротовой присоске, а назад — три пары (вентральная, латеральная и дорсальная) продольных нервных стволов. Лучше всего развиты брюшные (вентральные) стволы, обладающие значительной толщиной. У многих трематод вентральные стволы соединяются петлей на заднем конце. Латеральные и дорсальные стволы часто короче вентральных и в некоторых группах трематод могут частично или полностью редуцироваться. Стволы соединены кольцевыми перемычками (комиссурами) — нервная система типа ортогон. Стволы и комиссуры соединены с комплексом периферических плексусов, иннервирующих мускулатуру стенки тела и внутренние органы. 
Органы чувств развиты крайне слабо, что связано с паразитизмом. У личинок трематод нередко имеются небольшие глазки (одна или две пары). Кожные рецепторы (сенсиллы) развиты преимущественно у свободных личинок.

### Выделительная система
Выделительная система протонефридиального типа и состоит обычно из пары главных собирательных каналов, от которых в разные стороны расходятся многочисленные веточки, заканчивающиеся звёздчатыми клетками — циртоцитами. Главные каналы открываются на заднем конце тела в мочевой пузырь, а последний — непарным выделительным отверстием наружу. Мочевой пузырь может быть мешковидным, V- или Y-образной формы. Выделение азотистых экскретов осуществляется через тегумент.
Кроме протонефридия у ряда трематод обнаружена так называемая вторичная экскреторная система, представляющая собой межклеточные промежутки, сливающиеся между собой и образующие густую сеть ветвящихся и анастомозирующих каналов, пронизывающих паренхиму и связанных с концевым отделом протонефридиальной системы. Этот так называемый паранефридиальный комплекс известен, например, у печеночного сосальщика и ряда других трематод.

### Половая система
Расположение половых желёз в теле очень разнообразно и специфично для отдельных таксонов. Большинство трематод — гермафродиты. Исключением являются шистосомы, у которых имеются мужские и женские особи, однако самцы сохраняют рудименты органов женской половой системы (желточников). В связи с приспособлениями к паразитизму сосальщики чрезвычайно плодовиты. У них имеется особый орган — матка, в которой созревает множество яиц.
Мужская половая система состоит из парных семенников, иногда разветвленных, как у печеночного сосальщика. Семенники располагаются один за другим, редко на одном уровне. Иногда имеется всего один семенник или их может быть множество. От семенников отходят семяпроводы, которые впадают в семяизвергательный канал. Последний пронизывает совокупительный орган — циррус, который обращен в ямку — половую клоаку, находящуюся перед брюшной присоской. Семяизвергательный канал и циррус часто заключены в мускулистый мешок — половую бурсу.
Женская система представлена непарным яичником, от которого отходит короткий яйцевод, впадающий в небольшой резервуар — оотип. В оотип открываются протоки от сильно развитых желточников, продуцирующих питательные желточные клетки, необходимые для развития яиц. В оотип впадает также проток от семяприемника, где сохраняется сперма партнера после спаривания. От оотипа отходит короткий лауреров канал, через который удаляется из оотипа наружу избыток спермы. Оотип окружен мелкими скорлуповыми железками, которые в совокупности образуют тельце Мелиса. Оплодотворенные яйцеклетки в окружении желточных клеток из оотипа поступают в извитой канал — матку, где формируются сложные яйца. Яйца сосальщиков сложные и содержат зиготу, несколько желточных клеток и покрыты плотной оболочкой — скорлупой, образующей крышечку. Матка открывается женским половым отверстием в половую клоаку.

## Жизненный цикл
Жизненный цикл типа гетерогонии с чередованием полового и партеногенетического размножения, со сменой поколений и хозяев. Животное, в котором паразитирует и размножается половым путём гермафродитное поколение сосальщиков, называется окончательным (основным) хозяином. Животные, в которых паразитируют прочие поколения и стадии развития, называются промежуточными хозяевами. Промежуточных хозяев при развитии трематод один или два, первым всегда является какой-либо вид моллюсков. Роль второго промежуточного хозяина выполняют разные животные, но всегда такие, которыми питается основной хозяин. Жизненный цикл трематод включает следующие стадии:
- Марита — взрослое животное, которое размножается половым способом и продуцирует яйца.
- Яйцо.
- Мирацидий — личинка, вышедшая из яйца. Мирацидий выходит из яиц в воде или моллюске. Размеры крупные у активно плавающих и мелкие у вылупляющихся в кишечнике хозяина. Личинка покрыта ресничками, имеет глаза, хоботок, комплекс желез, секрет которых помогает проникать в хозяина. У мелких личинок железы отсутствуют. Во внутреннем строении можно обнаружить головной ганглий, протонефридии, зародышевые шары — яйца. Мирацидий не питается.
- Спороциста — стадия половозрелая, мешковидной формы, размеры варьируют. Питание — выделение ферментов, всасывание через покровы. Из неоплодотворенных яйцеклеток развивается новое поколение — редии.
- Редии (у некоторых видов стадия может отсутствовать). Форма тела изменчивая, есть ротовая присоска. Внутреннее строение: кишечник (развит неодинаково у разных видов), протонефридии, зачатки ортогональной нервной системы, генеративные клетки. Бывает несколько генераций редий (материнские, дочерние). Из генеративных клеток развиваются церкарии. Спороциста и редия — партениды, они размножаются партеногенетически.
- Церкарий имеет две группы признаков: признаки, присущие гермафродитным особям (присоски, форма тела, строение пищеварительной, выделительной, нервной систем) и адаптивные (глаза, хвост, стилет, железы проникновения). Он покидает моллюска. Окончательное развитие происходит в основном хозяине и носит название маритогонии. Попадает церкарий в дефинитивного хозяина на стадии цисты. Циста — покоящаяся стадия. Церкарий инцистируется либо во внешней среде и образуется адолескарий, либо проникает во второго промежуточного хозяина, где образуется метацеркарий.
- Циста адолескария многослойная, не проницаемая для воды и химических веществ. Циста метацеркария одно- или многослойная, у некоторых червей она отсутствует, формируется капсула из тканей хозяина[9].

### Эусоциальность
У трематод Himasthla, паразитов морской улитки обнаружена эусоциальность — «высшая» форма общественной организации у животных, при которой часть особей отказывается от размножения и посвящает себя служению коллективу. В теле моллюска паразиты размножаются бесполым путем, образуя клоны генетически идентичных особей. Эти особи делятся на две касты: крупных размножающихся «цариц» и мелких, неспособных к размножению «солдат». Солдаты блюдут интересы клона, активно нападая на конкурентов — других паразитов, пытающихся проникнуть в улитку, в том числе на представителей других клонов того же вида.